# الحزب الليبرالي الاجتماعي (المالديف)
الحزب الليبرالي الاجتماعي (بالديفهي: ސޯޝަލް ލިބަރަލް ޕާޓީ)‏ هو حزب سياسي ليبرالي اجتماعي يساري الوسط في جزر المالديف. كان الحزب منشقا من الحزب الديمقراطي المالديفي، وواجه معركة طويلة للحصول على التسجيل. وأخيرا سُجِّل في المحاكم في 4 أيار / مايو 2008.
زعيم الحزب هو مازلان رشيد. ونائبه حسن لطيف.
في 8 مايو 2011م، انضم إبراهيم إسماعيل مرشح الحزب الليبرالي الاجتماعي في الانتخابات الرئاسية الملديفية 2008 إلى اجتماعات الحزب الديمقراطي المالديفي مع أعضاء رئيسيين آخرين، حسن لطيف وفياض إسماعيل وأحمد عبد الله عفيف وحسن إسماعيل وحسين إسماعيل.